# Фермонт (Західна Вірджинія)
Фермонт (англ. Fairmont) — місто (англ. city) в США, в окрузі Меріон штату Західна Вірджинія. Населення — 18 416 осіб (2020).

## Географія
Фермонт розташований за координатами 39°28′37″ пн. ш. 80°8′57″ зх. д. / 39.47694° пн. ш. 80.14917° зх. д. (39.476877, -80.149089).  За даними Бюро перепису населення США в 2010 році місто мало площу 23,32 км², з яких 22,33 км² — суходіл та 0,99 км² — водойми.
Річки Вест-Форк та Тігарт зливаються поблизу Фермонта, утворюючи річку Мононгахіла. Річка Баффало-Крік (приплив Монангахіла) протікає через північну частину міста.

## Демографія
Згідно з переписом 2010 року, у місті мешкали 18 704 особи в 8133 домогосподарствах у складі 4424 родин. Густота населення становила 802 особи/км².  Було 9200 помешкань (394/км²).
Расовий склад населення:
| - 88,9 % — білих - 7,5 % — чорних або афроамериканців - 0,6 % — азіатів - 0,2 % — корінних американців |

До двох чи більше рас належало 2,3 %. Частка іспаномовних становила 1,4 % від усіх жителів.
За віковим діапазоном населення розподілялося таким чином: 18,0 % — особи молодші 18 років, 65,5 % — особи у віці 18—64 років, 16,5 % — особи у віці 65 років та старші. Медіана віку мешканця становила 36,8 року. На 100 осіб жіночої статі у місті припадало 93,2 чоловіків;  на 100 жінок у віці від 18 років та старших — 90,1 чоловіків також старших 18 років.
Середній дохід на одне домашнє господарство  становив 50 209 доларів США (медіана — 36 086), а середній дохід на одну сім'ю — 61 898 доларів (медіана — 46 336). Медіана доходів становила 40 575 доларів для чоловіків та 31 727 доларів для жінок. За межею бідності перебувало 24,9 % осіб, у тому числі 40,8 % дітей у віці до 18 років та 10,1 % осіб у віці 65 років та старших.
Цивільне працевлаштоване населення становило 8299 осіб. Основні галузі зайнятості: освіта, охорона здоров'я та соціальна допомога — 29,9 %, мистецтво, розваги та відпочинок — 11,9 %, науковці, спеціалісти, менеджери — 10,4 %, роздрібна торгівля — 10,1 %.

## Транспорт
Муніципальний аеропорт Фермонт розташований за 4 км на північний захід від центру міста.